# Ace Ventura (personaje)
Ace Ventura es un personaje, creado por el guionista Jack Bernstein. Ace fue representado en las películas por Jim Carrey y Michael Daingerfield le dio su voz en la serie animada.

## Origen
Bernstein estaba buscando hacer una versión cómica de Sherlock Holmes, y mientras miraba el segmento "The Stupid Pet Tricks" del programa "Late Night With David Letterman", tuvo la idea de crear un detective de mascotas.

## Personalidad
Ace Ventura es un excéntrico y probablemente loco, "detective de mascotas". Como todo gran detective de ficción, es un insufrible narcisista con un increíble poder de observación. Su personalidad tiene muchas características extrañas incluidas su persistencia casi patológica, su vulgaridad y su excentricidad extrema, como también su extrovertido comportamiento. A pesar de su personalidad psicótica, es un inteligente y dedicado detective, guiado por un insaciable amor por los animales y un deseo de protegerlos de las siniestras maquinaciones humanas.
Con respecto a su apariencia, suele usar una camisa hawaiana desprendida, sobre una camiseta blanca. Con unos pantalones a rayas negras y rojas.

## Repercusión
Ace fue posicionado en el número 60 de la lista de los 100 mejores personajes de películas, en noviembre de 2008 por Empire Magazine.